# Ałan Chugajew (ur. 1990)
Ałan Ławrientjewicz Chugajew (ros. Алан Лаврентьевич Хугаев; ur. 18 października 1990) – rosyjski zapaśnik walczący w stylu wolnym. Zajął jedenaste miejsce na mistrzostwach świata w 2019. Srebrny medalista mistrzostw Europy w 2014. Piąty na Uniwersjadzie w 2013, jako zawodnik Samara State Agricultural Academy w Samarze. Siódmy w Pucharze Świata w 2013. Wojskowy mistrz świata z 2016 i 2017. Mistrz Europy juniorów w 2009.
Mistrz Rosji w 2013, 2019 i 2020, a drugi w 2014 roku.